# Rajindra Campbell
Rajindra Campbell (Ocho Ríos, 29 de febrero de 1996) es un deportista jamaicano que compite en atletismo. Participó en los Juegos Olímpicos de París 2024, obteniendo una medalla de bronce en la prueba de lanzamiento de peso.

## Palmarés internacional
| Juegos Olímpicos | Juegos Olímpicos | Juegos Olímpicos  | Juegos Olímpicos |
| Año              | Lugar            | Medalla           | Prueba           |
| ---------------- | ---------------- | ----------------- | ---------------- |
| 2024             | París (Francia)  | Medalla de bronce | Peso             |